# 項王公園
项王公园是位于中华人民共和国浙江省湖州市的一座公园，坐落于湖州奉胜门遗址附近，面积2.64万平方米，于2010年2月9日正式开放。

## 位置
项王公园位于湖州奉胜门遗址附近，飞凤大桥和城北水闸之间河段的南岸，城北大桥南堍。

## 历史
奉胜门为湖州古城北城门，传说项羽当年在乌程县城北起兵，故民间亦称此门为「霸王门」以纪念项羽。原城门于1954年被拆除，后在原址西面复原重建。
城北大桥横跨龙溪港，建成于1987年，2009年8月进行改建，年底竣工，拆除了桥墩以上部分，新建桥身形成古典风格的廊桥造型步行桥，配合项王公园的风格。